# Live (album Lombardu)
Live – drugi longplay zespołu Lombard, wydany 10 maja 1983, nakładem wydawnictwa Savitor.
Nagrań dokonano podczas dwóch koncertów zespołu w Sali Filharmonii Szczecińskiej 21 listopada 1982 roku. Album osiągnął liczbę 100 tys. sprzedanych egzemplarzy.
Materiał ukazał się również na kasecie magnetofonowej RR SONUS HAD617 w roku 1983 w nakładzie 10 tys. egzemplarzy. Jest to jedyne autoryzowane wydanie na tym nośniku. W tym wydaniu, podobnie jak na LP, znalazł się fragment przedstawiania zespołu w nowym składzie, nie znalazł się on w wydaniu CD.
Mimo tego, iż płyta jest drugą w dyskografii zespołu, do sprzedaży trafiła jako pierwsza w maju 1983 roku, na kilka tygodni przed premierą debiutanckiego albumu Śmierć dyskotece!.
W 2010 roku Live znalazł się wśród stu płyt w książce Jerzego Skarżyńskiego „Niezapomniane płyty polskiego rocka”.

## Lista utworów

### LP
źródło:.
Strona A
1. „Nasz ostatni taniec” (muz. Grzegorz Stróżniak, sł. Leszek Pietrowiak) – 4:50
2. „Znowu radio” (muz. Piotr Zander, sł. Małgorzata Ostrowska) – 3:55
3. „Bye, bye Jimi” (muz. Grzegorz Stróżniak, sł. Marek Dutkiewicz) – 9:10

Strona B
1. „Słowa chore od słów” (muz. Grzegorz Stróżniak, sł. Małgorzata Ostrowska) – 5:45
2. „Spóźniona radość” (muz. Grzegorz Stróżniak, sł. Jacek Skubikowski) – 5:40
3. „Przeżyj to sam” (muz. Grzegorz Stróżniak, sł. Andrzej Sobczak) – 7:35

### CD
źródło:.
1. „Nasz ostatni taniec” (muz. Grzegorz Stróżniak, sł. Leszek Pietrowiak) – 4:50
2. „Znowu radio” (muz. Piotr Zander, sł. Małgorzata Ostrowska) – 3:55
3. „Bye, bye Jimi” (muz. Grzegorz Stróżniak, sł. Marek Dutkiewicz) – 9:10
4. „Słowa chore od słów” (muz. Grzegorz Stróżniak, sł. Małgorzata Ostrowska) – 5:45
5. „Spóźniona radość” (muz. Grzegorz Stróżniak, sł. Jacek Skubikowski) – 5:40
6. „Przeżyj to sam” (muz. Grzegorz Stróżniak, sł. Andrzej Sobczak) – 7:35

bonusy CD
1. „Diamentowa kula” (muz. Grzegorz Stróżniak, sł. Marek Dutkiewicz) – 4:30
2. „Taniec pingwina na szkle” (muz. i sł. Jacek Skubikowski) – 4:30
3. „Nowy Tytan” (muz. Piotr Zander, sł. Andrzej Sobczak) – 4:55
4. „Czekanie na pożar” (muz. Piotr Zander, sł. Małgorzata Ostrowska) – 3:25
5. „Śmierć dyskotece!” (muz. Jacek Skubikowski, sł. Marek Dutkiewicz) – 2:50

## Twórcy
źródło:.
Muzycy
- Małgorzata Ostrowska – śpiew
- Grzegorz Stróżniak – śpiew, instrumenty klawiszowe
- Piotr Zander – gitara
- Zbigniew Foryś – gitara basowa
- Przemysław Pahl – perkusja

Personel
- Piotr Madziar – realizacja
- Przemysław Kućko – realizacja
- Dorota Zamolska – redaktor nagrania
- Edward Lutczyn – projekt graficzny
- Antoni Zdebiak – foto

## Wydania
- Savitor (SVT 002); LP 1983[7]
- Karolina (PK-002); MC 1983[12]
- Sonus (HAD 617); MC 1983[13][14]
- Spin (9201-2); CD 1992[8][15]
- Phonex (PHCD 003); CD 1993[9]
- Box Music (004); MC 1994[16]
- Koch International (52006-2); DG CD 1999[10]